# Kanton Entre-Deux
Entre-Deux is een voormalig kanton van het Franse overzees departement Réunion. Het kanton maakte deel uit van het arrondissement Saint-Pierre. Het werd opgeheven bij decreet van 24 februari 2014 met uitwerking op 22 maart 2015
Het kanton omvatte uitsluitend de gemeente L'Entre-Deux.